# Juri Michailowitsch Kuzenko
Juri Michailowitsch Kuzenko (russisch Юрий Михайлович Куценко, engl. Transkription Yuriy Kutsenko; * 5. März 1952 in Tawrowo, Oblast Belgorod; † 22. Mai 2018) war ein sowjetischer Zehnkämpfer.

## Sportliche Karriere
Erst 1975 begann er mit dem Zehnkampf. 1978 wurde er hinter Alexander Grebenjuk Zweiter der sowjetischen Meisterschaft. Bei den Europameisterschaften 1978 in Prag wurde er Fünfter mit zehn Punkten Rückstand auf den Vierten Sepp Zeilbauer, aber 230 Punkten Rückstand auf den Dritten Siegfried Stark. 1979 wurde Kuzenko Dritter der sowjetischen Meisterschaft. Im Finale des
Europacups der Mehrkämpfer wurde er Vierter, die sowjetische Mannschaft belegte Rang 3 hinter der DDR und der BRD.
1980 gewann Kuzenko seinen einzigen sowjetischen Meistertitel. Bei den Olympischen Spielen in Moskau holte er am zweiten Tag auf und war bester Athlet im Stabhochsprung sowie über 1500 Meter. Damit gewann er hinter Daley Thompson mit 8331 Punkten (8369 Punkten nach der seit 1985 gültigen Wertung) Silber vor seinem Landsmann Sergei Schelanow. 1982 wurde Kuzenko Neunter der sowjetischen Meisterschaft. 1984 belegte er mit persönlicher Bestleistung den dritten Platz bei der sowjetischen Meisterschaft. Wegen des Olympiaboykotts der Sowjetunion konnte er aber nicht an den Olympischen Spielen in Los Angeles teilnehmen.
Juri Kuzenko war 1,90 m groß und wog in seiner aktiven Zeit 93 kg.

## Bestleistung
- Zehnkampf: 8512 Punkte, 1984 (=8519 Punkte nach der Punktwertung von 1985)